# 市場村 (岐阜県武儀郡)
市場村（いちばむら）は、かつて岐阜県武儀郡にあった村である。
現在の関市洞戸市場に該当する。

## 歴史
- 1889年（明治22年）7月1日 - 町村制により、市場村が発足。
- 1897年（明治30年）4月1日 - 通元寺村、片村、菅谷村、栗原村、飛瀬村、下洞戸村、奥洞戸村と合併して洞戸村が発足。同日市場村は廃止。